# 阿瓜弗里亞 (新墨西哥州)
阿瓜弗里亞（英語：Agua Fria）是位於美國新墨西哥州聖菲縣的普查規定居民點。

## 人口
根據2020年美國人口普查的數據，阿瓜弗里亞的面積為6.28平方千米，皆為陸地。當地共有人口2913人，而人口密度為每平方千米463.85人。